# Hans Ramel (1724–1799)
Hans Ramel, född 2 juli 1724, död 3 april 1799 på Viderup, var en svensk friherre, militär och godsägare. Han var far till hovkanslern Malte Ramel och hovmarskalken Charles Émile Ramel.
Hans Ramel var son till jorddrotten Malte Ramel, även känd som "Rike Ramel". Efter tjänstgöring vid skånska kavalleriet erhöll han avsked som ryttmästare 1754 och fick överstes titel 1762. Han upphöjdes till friherre 1771. Liberalt sinnad föreslog han i riksdagen rätt till fri religionsutövning för främmande trosbekännare. Mest känd är Ramel för sin stora byggnadsverksamhet. Med den stora förmögenhet han ärvt efter fadern, anlade han slottsbyggnader bland annat på Övedskloster, Löberöd, Maltesholm och Tullesbo. Han förbättrade även odlingen och ekonomin på sina ägor genom skogsplantering, dikning av åkrar, uppodling av ängsmark, anläggande av växthus och trädgårdar med mera. Byggverksamheten har i efterhand gjort honom känd under namnet "Bygge-Hans".